# Hydaticus orissaensis
Hydaticus orissaensis là một loài bọ cánh cứng trong họ Bọ nước. Loài này được Nilsson miêu tả khoa học năm 1999.